# Вулиця Торська (Слов'янськ)
Вулиця Торська (колишня вулиця Ковальська, Велика Ковальська, Комунарів) — найстаріша вулиця у Слов'янську, Донецької області України. Починається від перехрестя з вулицею Банківською, проходить на південь, до річки Казенний Торець, закінчується перехрестям з вулицею Свободи.

## Історія
Найстаріша вулиця міста. Виникла у 1780 році. Перша назва — Ковальська (у народі Кузнечна). 
Після від'єднання Старо-Ковальської (згодом Канатної, через канатну майстерню, а зараз Музейної вулиці), Ковальська стала називатись Велика Ковальська. 
У середині XIX століття тут почалося масштабна забудова. Замість старих хаток-мазанок будувалися кам'яні купецькі будинки, вулиця стала брукована, приїжджі купці будували собі цегляні крамниці, за бюджетний рахунок була побудована перша міська лікарня. Також, поряд з набережною Казенного Торця, пруський підприємець Крон побудував ковбасний цех та монополію горілчаної та спиртної продукції «Монополія Крона». 
Після приходу до міста більшовиків, а саме у 1930 році, перейменована на вулицю Комунарів. 
Під час німецької окупації у 1942-1943 роках — вулиця Кузнечна. 
Частина вулиці (від перехрестя зі Світлодарською, до Свободи) була заасфальтована, від Банківської до Світлодарської прокладена бруківка. 
Нову назву було присвоєно 11 вересня 2015 року, на честь першого міста-фортеці на півночі Донеччини, що стало початком заснування Слов'янська.

## Забудова
Забудова розпочалася від вулиця Банківської. Першими поселенцями стали заможні купці та міщани. Більшість старовинної забудови було знесено, а на її місці побудовано типові «хрущовки», проте місцями збереглися особняки ХІХ століття.

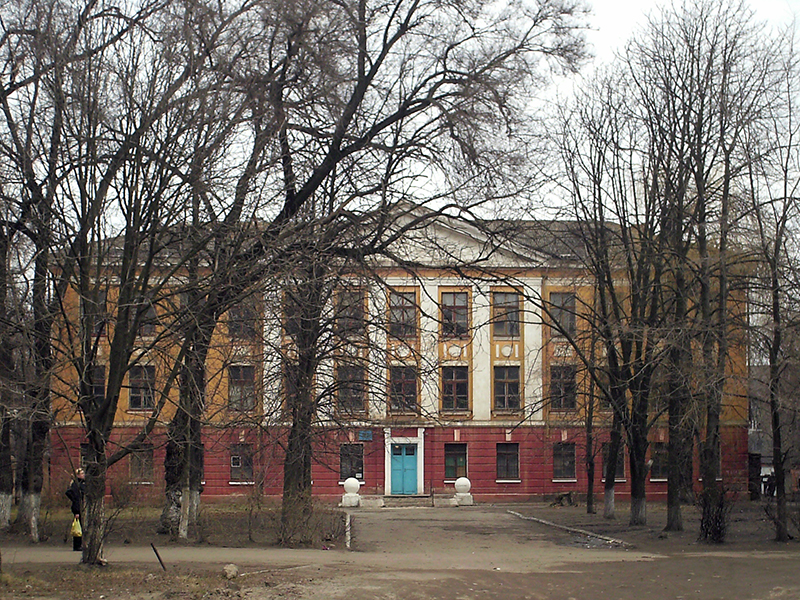
№ 45 — Станція юних техніків, колишня вечірня школа робітничої молоді № 4, типовий проєкт 2-02-17